# Dido y Eneas
Dido y Eneas (título original en inglés, Dido and Aeneas) es una ópera en tres actos con música de Henry Purcell y libreto en inglés del dramaturgo y poeta Nahum Tate (1652-1715), basado en su tragedia Brutus of Alba or The Enchanted Lovers y en el canto IV de la Eneida de Virgilio. Fue compuesta en una fecha indeterminada, no posterior a 1688 y posee número de catálogo Z. 626.
Relata la historia de amor entre Dido, reina de Cartago y el héroe troyano Eneas, y su desesperación cuando la abandona. Obra monumental en la ópera barroca, se recuerda como una de las más destacadas obras teatrales de Purcell. Se encuentra entre las primeras óperas inglesas (fue la primera ópera de Purcell), y debe mucho a Venus y Adonis, ópera de John Blow, tanto en estructura como en el efecto general.
Es una de las óperas más importantes del Barroco, y está considerada como la primera ópera nacional inglesa. Puede considerarse como la única ópera -en el sentido estricto del género- verdadera de Purcell, si se compara con otras obras como El rey Arturo (1691) o La reina de las hadas (1692), que responden al perfil de semióperas. Dido y Eneas es uno de los dramas más conocidos de Purcell y quizás de toda la producción inglesa.
La primera representación tuvo lugar en la escuela de muchachas de Josias Priest en Londres no más tarde del verano de 1688. El estreno comercial fue en Londres a principios de 1700. En España, su estreno fue en el Gran Teatro del Liceo en 1956.

## Contexto
Antes de Dido y Eneas, Purcell había compuesto música para varias obras teatrales incluyendo nueve piezas para la obra de Nathaniel Lee Theodosius, or The Force of Love ("Teodosio, o La fuerza del amor", 1680) y ocho canciones para la obra de Thomas d'Urfey, A Fool's Preferment ("La preferencia de un tonto", 1688). También compuso canciones para dos obras de Nahum Tate (quien iba a convertirse en el libretista de Dido y Eneas), The Sicilian Usurper ("El usurpador siciliano", 1680) y Cuckold-Haven ("El refugio del cornudo", 1685). Dido y Eneas fue la primera (y única) ópera íntegramente cantada de Purcell y deriva de la tradición masque inglesa.

### Libreto
Basado originalmente en la obra de Nahum Tate Brutus of Alba, or The Enchanted Lovers ("Bruto de Alba, o Los amantes encantados", 1678), la ópera es probablemente, al menos hasta cierto punto, alegórica. El prólogo se refiere a los gozos de un matrimonio entre los dos monarcas, que puede referirse al matrimonio entre Guillermo y María. En un poema de alrededor de 1686, Tate alude a Jacobo II como Eneas, quien queda desorientado por las malvadas maquinaciones de la Hechicera y sus brujas (representando a la Iglesia católica, una metáfora común en la época) para que abandone a Dido, quien simboliza al pueblo británico. El mismo simbolismo puede aplicarse a la ópera. Esto explica el añadido de los personajes de la Hechicera y las brujas, que no aparecen en la Eneida original. Sería noble, o al menos aceptable, que Eneas siga el decreto de los dioses, pero no tan aceptable para él ser engañado por espíritus malévolos.
Aunque la ópera es una tragedia, hay numerosas escenas que parecen más ligeras, como la canción del Primer Marinero, "Take a boozy short leave of your nymphs on the shore, and silence their mourning with vows of returning, though never intending to visit them more." Harris considera la dureza y el cinismo de la canción para subrayar la "moraleja" de su historia, que las mujeres jóvenes no deben sucumbir a las proposiciones y promesas de los ardientes jóvenes.

### Partitura
No existe ninguna partitura autógrafa de Purcell, y la única fuente del siglo XVII es un libreto, posiblemente a partir de la interpretación original. La más antigua de las partituras que se conservan, guardada en la Biblioteca Bodleiana, fue copiada no antes del año 1750, más de sesenta años después de que se compusiera la ópera. Ninguna fuente posterior sigue las divisiones en actos del libreto, y la música del prólogo se ha perdido. El prólogo, el final del acto I escena del "Bosquecillo", y varias danzas, casi seguro que se perdieron cuando la ópera se dividió en partes para ser representada como interludios entre los actos de las obras habladas en la primera década del siglo XVIII.
La primera de las arias para ser publicadas separadamente fue "Ah, Belinda" en Orpheus Britannicus. El aria más famosa de la obra es "When I am laid in earth", conocida popularmente como "Lamento de Dido". Ambas arias están formadas sobre un lamento o ground bass. El "Lamento de Dido" ha sido representado o grabado por artistas lejos de la típica escuela operística, como Klaus Nomi (como "Muerte"), Ane Brun y Jeff Buckley. También se ha transcrito o usado en muchas bandas sonoras de la miniserie de la HBO Band of Brothers (retitulada "Nixon's Walk"). Se toca anualmente (por una banda militar) en la ceremonia de recuerdo Cenotaph, que tiene lugar el domingo más próximo al 11 de noviembre (Día del Armisticio) en el Whitehall de Londres. Se cree que la música es demasiado simple para ser de Purcell en 1689, pero esto puede simplemente reflejar que los intérpretes pretendidos para la obra eran niños. La obra tiene una partitura de cuerdas cuatro partes y continuo. El hecho de que el libreto de la interpretación de la Escuela de Chelsea indica dos danzas para guitarra, la "Dance Gittars Chacony" en el acto I, y la "Gittar Ground a Dance" en la escena del "Bosquecillo" del acto II, ha llevado a más de un erudito que sugiere que Purcell veía a la guitarra como un miembro primario del grupo de continuo para la ópera. No existe la música para ninguna de estas danzas, y parece probable que Purcell no las compusiera, sino que más bien lo dejó a la improvisación del guitarrista. Varias ediciones de la ópera se han hecho y se les ha proporcionado con una realización de continuo; una edición notable, aunque muy personal, es la de Imogen Holst y Benjamin Britten. Hay una serie de ediciones con realizaciones, y la accesibilidad de la ópera para los intérpretes aficionados es un rasgo que ha ayudado a su popularidad en la segunda mitad del siglo XX. Mientras la música del prólogo se ha perdido y no se ha reconstruido, varias realizaciones de la ópera incluyen una solución al ritornello que falta al final del segundo acto. Se sabe que ha sido parte de la partitura, ahora se interpreta como una danza tomada de otras obras similares de Purcell, o inventadas directamente en el mismo sentido, para mantener la integridad y continuidad de la representación.

## Argumento
Está basada en una historia de amor extraída del libro IV de la Eneida de Virgilio, sobre la legendaria reina de Cartago, Dido, y el caudillo troyano Eneas. Cuando Eneas y su tropa naufragan en Cartago, él y la reina se enamoran. Pero, por envidia a Dido, los dioses se confabulan y le hacen creer al héroe que debe partir y que su destino es refundar Troya. Dido se lamenta amargamente ya que no puede vivir sin su amor; sin embargo, cuando Eneas decide quedarse, ella lo rechaza y se deja morir.

### Acto I
Todo transcurre en el Palacio de Dido. Allí, Eneas, que viene huyendo de la caída de Troya, finalmente encuentra refugio en la ciudad de Cartago. Dido no se atreve a declararle a Eneas el amor que siente por él, pese a que su hermana Belinda, acompañada, por un séquito de damas, logra convencerla de que el príncipe también la ama. Aparece por fin Eneas en el palacio y todos celebran la futura felicidad de la pareja.

### Acto II
Cuadro 1. La acción se desarrolla en una cueva en la que una hechicera quiere destruir a Dido, y para ello involucra a sus brujas en el plan. Ella misma (la hechicera), disfrazada de Mercurio, mensajero de los dioses, recordará a Eneas la orden de Júpiter de ir a Italia para fundar un nuevo reino. Entre tanto, se desata una tormenta.
Cuadro 2. Tras la tormenta, un claro en el bosque, en donde Dido, Eneas y su séquito descansan tras la persecución. Las brujas se lanzan sobre ellos y dispersan a los cazadores, que se encuentran cercanos. Eneas se queda solo. El falso Mercurio se enfrenta a él y le advierte que siga las órdenes de Júpiter. Eneas, finalmente, se rinde, aunque lleno de dudas.

### Acto III
Cuadro 1. La acción se produce en el muelle donde la hechicera y las brujas observan con alegría todos los preparativos de la marcha de Eneas, y traman causar más desgracias: es necesario que Dido muera, que arda Cartago y que los troyanos se hundan en el mar.
Cuadro 2. En el Palacio de Dido, la soberana de Cartago se lamenta de su amargo destino, pero aparece Eneas y le explica que decide quedarse en Cartago y no seguir las órdenes de Júpiter, sin embargo, ella, lo rechaza y se suicida.

## Música
La música de Dido y Eneas demuestra que Purcell era capaz de incorporar a su propio estilo tanto los logros de la escuela músico-teatral inglesa del siglo XVII, como las influencias que otras fuentes continentales ejercieron sobre la misma. De esta forma, esta obra maestra incluye danzas y  coros, elementos propios de la tradición francesa, constituyendo estos últimos una parte importante de la obra, ya que se mezclan libremente con los solos durante toda la ópera. La orquesta consta de cuerdas y continuo, y los recitativos no son ni el rápido parloteo del recitativo secco italiano ni los ritmos estilizados del recitativo operístico francés, sino que se encuentran a caballo entre ambos, caracterizándose por ser libres y plásticas melodías flexiblemente moldeadas en torno al texto, el desarrollo y las emociones del escrito inglés.
La obertura del comienzo es de tipo francés, y sus coros  homofónicos con ritmos de danza, recuerdan a los de Lully, al igual que el ritmo de minué del coro Fear no danger to ensue ("No temas peligro alguno"), que comienza con ritmos yámbicos y troqueos alternados.
Por otra parte, cabe destacar una melodía totalmente inglesa como Pursue thy conquest, Love ("Persigue tu conquista, Amor"), o la del coro Come away, fellow sailors ("Vayámonos, compañeros marineros"), que tiene lugar al comienzo del tercer acto, antes de que Eneas se haga a la mar para cumplir su destino. Esta alegre canción marinera es cantada por los compañeros de Eneas, y debido a su sencillez y su fuerza, da a la obra un carácter popular.
Tres de las arias de la ópera se encuentran construidas por entero sobre un bajo ostinato. La última de ellas es el famoso lamento de Dido: When I am laid in earth ("Cuando yazca bajo la tierra"), una de las arias más conmovedoras de toda la ópera, considerada hoy en día como una de las mejores de la historia de la música. Al canto fúnebre le precede un recitativo que tiene mayor importancia que la de ser un mero conductor del texto, esto es, mediante su lento descenso de séptima por grados conjuntos, retrata a la moribunda Dido, y sirve de preparación a su lamento, el cual se encuentra en modo menor y continúa siendo fiel a la tradición de la ópera italiana de construir este tipo de arias mediante el apoyo de un bajo ostinato, que surge de la cuarta descendente (común en estas piezas) de la tónica a la dominante, y se "desliza" mediante cromatismos, lo que en retórica musical se conoce como lamentatio, muy común en la música barroca cuando se buscaban expresar afectos trágicos. Este bajo ostinato se ve ampliado por una fórmula cadencial de dos compases, lo que da como resultado un esquema de cinco compases que se repite nueve veces. La presencia de retardos produce, en gran medida, un efecto de tensión e impulso, lo que intensifica la disonancia, y, por consiguiente, el carácter de lamento y dolor del aria.
El coro final, With drooping wings ("Con alas caídas"), es posible que fuese sugerido a Purcell por el coro último de Venus and Adonis, de Blow. Posee una profundidad absoluta del color elegíaco, sentimiento apoyado y descrito por la sugerencia musical de "alas caídas" mediante el uso de escalas menores descendentes y por las impresionantes pausas después de las palabras "never part" ("nunca te separes").

## Historia de las representaciones
La primera representación conocida de Dido y Eneas fue en la escuela de muchachas de Josias Priest en Chelsea (Londres), no más tarde de julio de 1688, aunque se ha especulado con la posibilidad de una representación anterior en la corte de Carlos II o Jacobo II. Tras las representaciones en Chelsea, la ópera no fue representada de nuevo en vida de Purcell. Su siguiente representación fue en 1700 como una masque incorporada en una versión adaptada de la obra de Shakespeare Medida por medida en el teatro de Thomas Betterton en Londres.
Después de 1705 desapareció como obra escénica, con sólo esporádicas representaciones de concierto, hasta 1895 cuando la primera representación en escena de los tiempos modernos tuvo lugar por estudiantes del Royal College of Music en el Teatro Lyceum de Londres para conmemorar el bicentenario de la muerte de Purcell. Dido y Eneas recibió su primera representación fuera de Inglaterra el 14 de diciembre de 1895 en una versión de concierto en la University Society de Dublín.
Esta ópera sigue en el repertorio, aunque no está entre las más representadas; en las estadísticas de Operabase aparece la n.º 57 de las cien óperas más representadas en el período 2005-2010, siendo la 1.ª en el Reino Unido y de Purcell, con 80 representaciones.

## Grabaciones
La siguiente selección de la discografía está realizada incluyendo las mencionadas en La discoteca ideal de la ópera, La discoteca ideal de música clásica y The New Penguin Guide to Compact Discs and Cassettes.
| Año  | Elenco (Dido, Belinda, Eneas, Hechicera)                                | Director y orquesta                                                                            | Sello                                            |
| ---- | ----------------------------------------------------------------------- | ---------------------------------------------------------------------------------------------- | ------------------------------------------------ |
| 1952 | Kirsten Flagstad, Elisabeth Schwarzkopf, Thomas Hemsley, Arda Mandikian | Geraint Jones, Coro y orquesta Mermaid                                                         | EMI Références, CDH7610062                       |
| 1961 | Dame Janet Baker, Patricia Clark, Raimund Herincx, Monica Sinclair      | Anthony Lewis, Orquesta de Cámara Inglesa y St. Anthony Singers                                | Decca, 4663872 (2000).                           |
| 1981 | Emma Kirkby, Judith Nelson, David Thomas, Jantina Noorman               | Andrew Parrott, Taverner Consort and Players                                                   | Chandos, CHAN 8306                               |
| 1982 | Ann Murray, Rachel Yakar, Anton Scharinger, Trudeliese Schmidt          | Nikolaus Harnoncourt, Concentus Musicus Wien (instrumentos originales) y Coro Arnold Schönberg | Teldec, 4509-93686-2                             |
| 1985 | Jessye Norman, Marie McLaughlin, Thomas Allen, Patricia Kern            | Raymond Leppard, Orquesta y coro Ingleses de Cámara                                            | Philips, 416299                                  |
| 1985 | Guillemette Laurens, Jill Feldman, Philippe Cantor, Dominique Visse     | William Christie, Les Arts Florissants (instrumentos originales)                               | Harmonia Mundi France, HMC 905173                |
| 1988 | Anne Sofie von Otter, Lynne Dawson, Stephen Varcoe, Nigel Rogers        | Trevor Pinnock, Orquesta y coro The English Concert (instrumentos originales)                  | Deutsche Grammophon Archiv Produktion, 427 624-1 |
| 1990 | Carolyn Watkinson, Ruth Holton, George Mosley, Teresa Shaw              | John Eliot Gardiner, English Baroque Soloists y Coro Monteverdi                                | Philips, 432 114-2                               |
| 1992 | Catherine Bott, Emma Kirkby, John Mark Ainsley, David Thomas            | Christopher Hogwood, The Academy of Ancient Music                                              | Decca, 475 7195                                  |

## Curiosidades
- En la serie española El internado, se hace referencia a Dido y Eneas durante toda la trama, los padres de uno de los protagonistas se hunden en un barco llamado así.

En la famosa serie de la casa de papel en la última temporada se hace referente a Dido y Eneas.